# Borås domsagas tingslag
Borås domsagas tingslag var ett tingslag i Älvsborgs län i landskapet Västergötland.
Tingslaget bildades den 1 januari 1948 (enligt beslut den 10 juli 1947) genom av ett samgående av Gäsene tingslag och Ås, Vedens och Bollebygds tingslag. 1971 upplöstes tingslaget och verksamheten överfördes till Borås tingsrätt.
Tingslaget ingick i Borås domsaga, bildad 1920.

## Omfattning
Tingslaget omfattade Bollebygds härad, Vedens  härad, Ås härad och Gäsene härad. 

### Ingående kommuner
Tingslaget bestod av följande kommuner den 1 januari 1952:
- Björketorps landskommun
- Bollebygds landskommun
- Brämhults landskommun
- Fristads landskommun
- Gäsene landskommun
- Hökerums landskommun
- Sandhults landskommun
- Toarps landskommun